# Діна Меєр
Ді́на Ме́єр (англ. Dina Meyer; нар. 22 грудня 1968) — американська кіно- та телеакторка, відома ролями Барбари Гордон у т/с «Хижі птахи», Діззі Флорес у х/ф «Зоряний десант» та детектива Еллісон Керрі у серії фільмів «Пила». Вона зображала місіс Гонґ як запрошена зірка у т/с «Негідники» на «АВС».

## Ранні роки
Народилася 22 грудня 1968 та виросла у Форест Хіллс, Квінс, Нью-Йорк. 
Її родина, що включає старшого брата Грегорі та молодшого Евана, переїхала до Дікс Гіллс, Лонг-Айленд перед її останнім роком старшої школи. Її перший досвід роботи в індустрії розваг стався, коли вона моделювала у віці 9-16 років. Діна завжди хотіла стати акторкою, але її батьки не думали, що цей вибір буде для неї розумним, хотіли, щоб вона отримала гарну освіту, тому Меєр пішла до коледжу й закінчила Університет Лонг-Айленда в 1990 р. зі ступенем бакалавра в галузі ділового адміністрування зі спеціалізацією в області маркетингу і незначним рівнем знання французької мови. 
Навчалася акторській майстерності  у театральній школі Neighborhood Playhouse у Нью-Йорку.

## Кар'єра

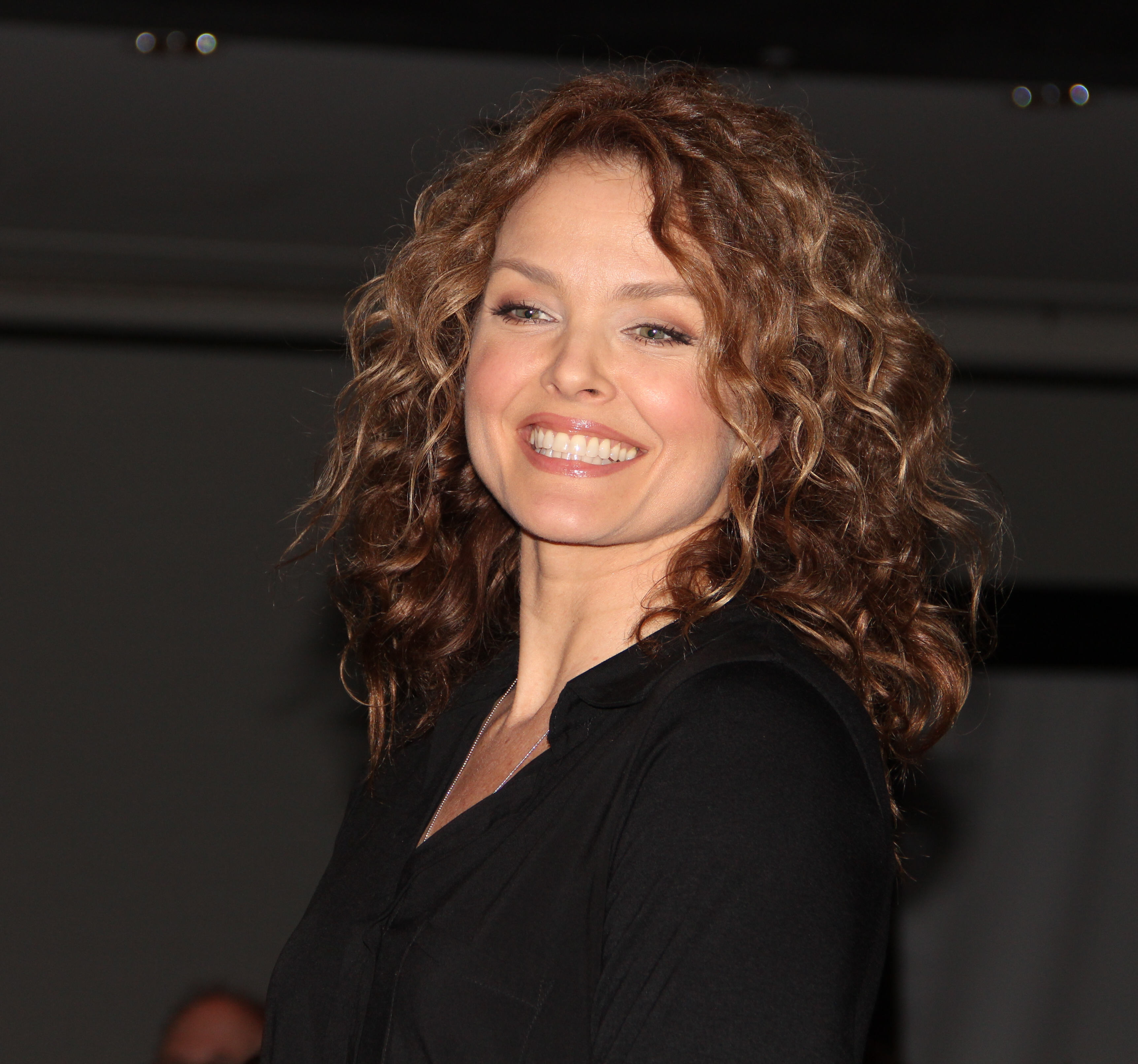
У 2013 р.

Мейер переїхала до Лос-Анджелеса у 1993 році, для зйомок в серіалі Fox «Беверлі-Хіллз, 90210» у  ролі Люсінди Ніколсон. Пізніше її узяли на головну жіночу роль у бойовику «Джонні Мнемонік» з Кіану Рівзом. Наступного року вона знялася у фантастичному фільмі «Серце дракона» режисера Роба Коена. На початку 1997 року Мейер зіграла роль Кейт Міллер у ситкомі NBC «Друзі». У тому ж року вона знялася разом з Каспером Ван Дієном у науково-фантастичному фільмі «Зоряний десант» режисера Пола Верховена. Наступного року вона знялася разом з Джеймсом Кааном у нео-нуарному фільмі «Пудель-Спрінгс», який вийшов на HBO. У 1999 році Мейер знялася у фільмі жахів «Кажани». У 2002 році вона з'явилася разом із Сильвестром Сталлоне в трилері D-Tox. Також у 2002 році Мейер з'явилася в ролі ромуланського командира Донатри в науково-фантастичному фільмі «Зоряний шлях: Немезида».
З 2002 по 2003 рік вона грала роль Барбари Гордон/Оракула/Бетгерл у супергеройському серіалі WB Birds of Prey. Вона повторила цю роль у 2019 році в серіалі CW The Flash під час кросовера «Crisis on Infinite Earths».
У 2003 році вона зіграла  у комедійній драмі Fox «Міс Матч», а в 2005 році була постійним членом акторського складу в прайм-тайм мильній опері Fox «Пойнт Плезант».
Мейєр також зіграла головні ролі в телевізійних фільмах Lifetime: «Обман» (2004), «Злочини пристрасті» (2005), «Його та її Різдво» (2005), «Сусідський хлопчик» (2008) і «Мережа бажань» (2009).
У 2004 році Мейер зіграла детектива Еллісон Керрі у фільмі жахів «Пила». Вона повторила свою роль у фільмах «Пила II» (2005), «Пила III» (2006) і «Пила IV» (2007). Пізніше вона знялася в ряді фільмів жахів, знятих прямо на відео, зокрема «Божевільні вісімки» (2006) і «Приманки 2: Спокушання інопланетян» (2007). Вона з’явилася в комедійному фільмі жахів «Піранья 3D» 2010 року та фільмі жахів «Зло всередині» 2017 року. У 2013 році Мейер знявся у вестерні «Мертві в Тумбстоуні» з Міккі Рурком. Мейєр також зіграла головні ролі ще в двох фільмах Lifetime Movie Network: «Смертельне спокушання» (2015) у ролі сексуальної, психічної жінки, яка налаштована отримати свого чоловіка, та у «Польоті 192» (2016), де зіграла агента ФБР, яка опинилася в дилемі, коли вона дізнається незабаром після посадки на рейс до Вашингтона, округ Колумбія, що її чоловік і син були взяті в заручники.
Мейер кілька разів виступала у гостьових ролях в телевізійних серіалах, зокрема «Еллі Макбіл», «Шість футів під землею», «Ніп/Так», «Менталіст», «Касл», «NCIS», «CSI: Місце злочину» та «Американська історія жахів». Вона виконувала повторювані ролі в комедійній драмі ABC Scoundrels у 2010 році та в підлітковій драмі The CW 90210 з 2011 по 2012 рік. У 2014 році вона зіграла разом з Патріком Ворбертоном і Джессі Бредфордом у серіалі Crackle Sequestered. У 2018 році вона зіграла повторювані ролі у фантастичному серіалі SyFy «Чарівники», як і в четвертому сезоні драми Showtime «The Affair», яка отримала визнання критиків. У 2019 році вона почала з'являтися в повторюваній ролі в спортивній драмі CW All American як Гвен Адамс, матір Ашера (которого грає Коді Крістіан).

## Фільмографія
| Рік  | Назва                               | Роль                 |
| ---- | ----------------------------------- | -------------------- |
| 1995 | Джонні-Мнемонік                     | Джейн                |
| 1996 | Серце дракона                       | Кара                 |
| 1997 | Зоряний десант                      | Діззі Флорес         |
| 1998 | Земля незвідки                      | Моніка               |
| 1998 | Еллі Макбіл                         | Сюзанна Флінт        |
| 1999 | Кажани                              | Доктор Шейла Каспер  |
| 2000 | Вбивче чтиво                        | Емма Скарлетт        |
| 2001 | Смертельні маленькі секрети         | Стефані Вінсент      |
| 2001 | Довготривалий                       | Кейт                 |
| 2002 | Зоряний шлях: Відплата              | командир Донатра     |
| 2002 | Детоксикація                        | Мері                 |
| 2002 | Федеральний захист                  | Бутсі Кавендер       |
| 2002 | Беззвучний крик                     | Діана Пурлов         |
| 2003 | Обман                               | Ерін                 |
| 2003 | Кіногерой                           | Елізабет Орландо     |
| 2004 | Пила: Гра на виживання              | Еллісон Керрі        |
| 2004 | Порушення                           | Ліза Вінсон          |
| 2005 | Оповідач                            | Лідія                |
| 2005 | Злочини пристрасті                  | Ребекка Вокер        |
| 2005 | Дикість 3: Неграновані алмази       | Кірстен Річардз      |
| 2005 | Надходження                         | Венера               |
| 2005 | Пила 2                              | Еллісон Керрі        |
| 2006 | Пила 3                              | Еллісон Керрі        |
| 2007 | Приманки 2: Іншопланетне спокушання | Доктор Алана Гейснер |
| 2007 | Пила 4                              | Еллісон Керрі        |
| 2007 | Божевільна вісімка                  | Дженніфер Джоунс     |
| 2009 | VideoDome Rent-O-Rama               | Місіс Мотлі          |
| 2009 | Фатальні секрети                    | Джулія               |
| 2010 | Піраньї 3D                          | Дженіс Монтеллано    |
| 2012 | Труп під надгробною плитою          | Калатея              |